# What's Luv?
"What's Luv?" é uma canção do rapper Fat Joe com a participação da cantora Ashanti. A música foi gravada para o álbum Jealous Ones Still Envy (J.O.S.E.). A canção apresenta vocais adicionais de cantora Ashanti , e também do rapper Ja Rule na versão remixada da música e do álbum.

## Videoclipe
O videoclipe de "What's Luv?" foi filmado em Nova York Fordham University.

## Participações em Trilhas Sonoras
- "What's Luv?" também é destaque no filme de 2002 chamado Juwanna Mann.

## Faixas e formatos
CD single
1. "What’s Luv?" (Clean Version) — 3:51
2. "What’s Luv?" (Explicit Version) — 3:51
3. "Hustlin'" (Non-Album Bonus Track) (com Armageddon) — 3:34
4. "What’s Luv?" Video (Clean Version) — 3:51

## Desempenho
| Tabelas musicais (2001-03)                     | Melhor posição |
| ---------------------------------------------- | -------------- |
| Austrália (ARIA)                               | 4              |
| Áustria (Ö3 Austria Top 75)                    | 33             |
| Bélgica (Ultratop 50 de Flandres)              | 23             |
| Bélgica (Ultratop 50 da Valônia)               | 16             |
| Dinamarca (Hitlisten)                          | 16             |
| Europe (Eurochart Hot 100)                     | 4              |
| França (SNEP)                                  | 27             |
| O campo songid é OBRIGATÓRIO PARA PARADA ALEMÃ | 10             |
| Irlanda (IRMA)                                 | 17             |
| Países Baixos (Dutch Top 40)                   | 7              |
| Nova Zelândia (Recorded Music NZ)              | 5              |
| Noruega (VG-lista)                             | 14             |
| Suécia (Sverigetopplistan)                     | 36             |
| Suíça (Schweizer Hitparade)                    | 2              |
| Reino Unido (UK Singles Chart)                 | 4              |
| Estados Unidos (Billboard Hot 100)             | 2              |
| Estados Unidos (Billboard R&B/Hip-Hop Songs)   | 3              |
| Estados Unidos (Billboard Mainstream Top 40)   | 3              |
| Estados Unidos (Billboard Hot Rap Songs)       | 1              |

 
|

## Certificações
| Austrália (ARIA) | Ouro | 35.000 |
| *número de vendas baseado na certificação ^ figuras embarques com base apenas na certificação ºnúmeros não especificados baseando-se apenas na certificação |      |        |